# جان کارلوس
جان کارلوس (انگلیسی: John Carlos؛ زادهٔ ۵ ژوئن ۱۹۴۵) دونده اهل ایالات متحده آمریکا است.
از باشگاه‌هایی که در آن بازی کرده‌است می‌توان به فیلادلفیا ایگلز اشاره کرد.
وی در مسابقات کشوری و بین‌المللی در مجموع برندهٔ ۱ مدال طلا، ۱ مدال برنز شده‌است.